# Дунаве
Дунаве (на хърватски: Dunave) е село в Хърватия, разположено в община Конавле, Дубровнишко-неретванска жупания. Намира се на 415 метра надморска височина. Населението му според преброяването през 2011 г. е 155 души. При преброяването на населението през 1991 г. има 231 жители, от тях 225 (97,40 %) хървати, 3 (1,29 %) други и 3 (1,29 %) неизвестни.

## Население
Численост на населението според преброяванията през годините:
- 1857 – 384 души
- 1869 – 405 души
- 1880 – 417 души
- 1890 – 402 души
- 1900 – 376 души
- 1910 – 369 души
- 1921 – 382души
- 1931 – 381 души
- 1948 – 334 души
- 1953 – 340 души
- 1961 – 341 души
- 1971 – 278 души
- 1981 – 245 души
- 1991 – 231 души
- 2001 – 173 души
- 2011 – 155 души